# Viszeralfett
Das Viszeralfett (von lateinisch viscera ‚die Eingeweide‘), auch intraabdominales Fett genannt, bezeichnet das bei Wirbeltieren in der freien Bauchhöhle eingelagerte Fett, das die inneren Organe, vor allem des Verdauungssystems, umhüllt. Zum Teil dient es dem mechanischen Schutz der inneren Organe (Baufett). Es ist im Gegensatz zum Unterhautfettgewebe nicht sichtbar (thin-outside-fat-inside). Ab einer gewissen Menge Viszeralfett ist das Bauchvolumen sichtbar vergrößert. Das gesamte Körperfett dient dem Körper als Energiereserve bei Nahrungsmangel.

## Diagnose
Als Maß für das Viszeralfett dient der Bauchumfang. Man misst ihn zwei Querfinger oberhalb der Oberkante des Beckenkamms. Bei Frauen besteht ab einem Bauchumfang von 80 cm, bei Männern von 94 cm ein erhöhtes Risiko für Herz-Kreislauf-Erkrankungen wie Herzinfarkt und Schlaganfall sowie für Diabetes mellitus Typ 2. Ab einem Bauchumfang von 88 cm (Frauen) bzw. 102 cm (Männer) gilt das Risiko sogar als stark erhöht. Dies hängt mit der hohen hormonellen Aktivität der Adipozyten in diesem Fettgewebe zusammen, die Einfluss auf Adipokine wie Interleukin-6, Leptin, Plasminogen-Aktivator-Inhibitor-1, Angiotensin, Resistin und Tumornekrosefaktor alpha sowie Adiponektin hat.
Der Bauchumfang erlaubt eine orientierende Abschätzung der statistischen Risikoerhöhung durch Übergewicht und schweres Übergewicht (Adipositas), die mit dem Verhältnis von Bauch zu Hüfte gut korreliert. Der erst seit Juli 2012 existierende Body-Shape-Index (BSI oder auch ABSI) soll besser als der Body-Mass-Index (BMI) Gesundheitsrisiken prognostizieren, indem er das besonders schädliche Bauchfett mit in die Berechnung einbezieht. Das Verhältnis zwischen Bauchumfang und Körpergröße drückt die Waist-to-height ratio aus.
Dem Bauchumfang als Maß für das Viszeralfett wird eine bessere statistische Vorhersagegenauigkeit für das Erkrankungsrisiko zugeschrieben als dem Body-Mass-Index und dem Taille-Hüft-Quotienten.

## Ursachen und Auswirkungen
Angesichts der heutigen Überversorgung mit Nahrungsmitteln in den Industriestaaten und eines zunehmenden Bewegungsmangels lagert der Körper bei falscher Ernährung mehr Viszeralfett ein, als biologisch sinnvoll ist (viszerale Adipositas). Dies geschieht insbesondere bei Übergewicht (Präadipositas) oder Adipositas (Fettleibigkeit) vom Apfeltyp, also dem männlichen Fettverteilungstyp (der aber auch bei Frauen vorkommt), während beim Birnentyp, dem weiblichen Fettverteilungstyp, nicht das Viszeral-, sondern das Hüftfett vermehrt ist.
Viszeralfett tritt oft mit endokrinen Störungen auf, insbesondere erhöhten Kortisol- und Androgen-Konzentrationen bei Frauen, niedriger Testosteron-Sekretion bei Männern sowie (bei Männern und Frauen) niedrigen Wachstumshormon-Konzentrationen.
Einige Erkrankungen oder Symptome, die mit Übergewicht in Verbindung stehen, treten gehäuft in Verbindung mit Viszeralfett auf:
- Herzinfarkt
- Bluthochdruck
- Schlaganfall
- Arteriosklerose
- polyzystisches Ovar-Syndrom (bei Frauen)[3]
- Diabetes Typ 2 (84 Prozent aller Diabeteserkrankungen traten bei Männern mit Bauchumfang größer als 94 cm auf)
- erhöhte Triglyceridwerte im Blut (sowie weitere Blutwerte, die auf erhöhtes Diabetesrisiko oder auf eine größere Gefahr für Herz-Kreislauf- oder Gefäßleiden hinweisen)
- metabolisches Syndrom (ein entscheidender Risikofaktor für koronare Herzkrankheiten (KHK)) ist charakterisiert durch mehrere Faktoren, zu denen viszerale Adipositas gehört
- Thrombose (erhöhtes Risiko durch die chronisch-entzündliche Gewebeerkrankung, die inneres Bauchfett darstellt)
- erhöhtes Alzheimer-Risiko (im Vergleich zu gleich alten Normalgewichtigen oder Übergewichtigen mit wenig oder keinem Viszeralfett)
- erhöhtes Krebs-Risiko[4]